# Quinn XCII
Quinn XCII, pseudonimo di Mikael Temrowski (Detroit, 6 maggio 1992), è un cantautore statunitense.

## Biografia
Dopo aver esordito su YouTube con lo pseudonimo di Mike T, Temrowski assume successivamente quello definitivo di Quinn XCII fondendo un soprannome assegnatogli da un docente del college con il numero romano XCII, 92 come il suo anno di nascita. Inizialmente la sua attività artistica si incentra sull'esecuzione di versi rap su basi di canzoni già note, tuttavia nel 2011 fa il suo esordio discografico pubblicando in maniera indipendente la sua prima canzone interamente inedita, They Know. Fino al 2016 l'artista continua a pubblicare vari EP in maniera indipendente, iniziando ad ottenere l'attenzione del pubblico grazie a una collaborazione col DJ Illenium nel singolo With You.
Nel 2016 firma un accordo discografico con Columbia Records e pubblica il singolo Straightjacket, che viene successivamente certificato oro negli Stati Uniti. Nel 2017 pubblica altri singoli e il suo album di debutto The Story of Us, ottenendo un disco d'oro per il singolo Always Been You. Nel 2018 esegue una tournée nel territorio statunitense prendendo parte a svariati festival. Nel 2019 pubblica il suo secondo album From Michigan with Love, che raggiunge la posizione 90 nella Billboard 200, e intraprende il suo primo tour internazionale che include concerti in Stati Uniti ed Europa. Sempre nel 2019 ottiene un disco terzo d'oro per il singolo Stacy e collabora con MAX nel brano Love Me Less.
Nel 2020 pubblica il suo terzo album in studio A Letter to my Younger Self, a cui fa seguito l'anno successivo un altro album intitolato Change of Scenery II. I due album si posizionano rispettivamente alle posizioni 56 e 69 della Billboard 200. Sempre tra 2020 e 2021 realizza collaborazioni con artisti come Logic, Marc E. Bassy, Chelsea Cutler e Big Sean.

## Discografia

### Album in studio
- 2017 – The Story of Us
- 2019 –  From Michigan with Love
- 2020 – A Letter to my Younger Self
- 2021 – Change of Scenery II
- 2023 – The People's Champ

### EP
- 2012 – Old Fashioned
- 2013 – Shiup
- 2015 – Change of Scenery
- 2016 – Bloom

### Singoli
- 2015 – Full Circle
- 2015 – Stung
- 2015 – Good Friend
- 2016 – Straightjacket
- 2017 – Make Time
- 2017 – Fake Denim
- 2017 – Worst
- 2017 – Always Been You
- 2018 – Iron & Steel
- 2018 – Panama
- 2018 – Werewolf (con Yoshi Flower)
- 2018 – Sad Still
- 2018 – Tough
- 2019 – Life Must Go On (con Jon Bellion)
- 2019 – Stacy
- 2020 – Two 10s
- 2020 – Coffee (con Marc E. Bassy)
- 2020 – A Letter to My Younger Self (feat. Logic)
- 2020 – Stay Next to Me (feat. Chelsea Cutler)
- 2021 – Common (feat. Big Sean)